# Federalne Ministerstwo do spraw Wypędzonych, Uchodźców i Ofiar Wojny
Federalne Ministerstwo do spraw Wypędzonych, Uchodźców i Ofiar Wojny (niem. Bundesministerium für Vertriebene, Flüchtlinge und Kriegsgeschädigte) – były resort w rządzie Niemiec Zachodnich odpowiedzialny głównie za opiekę nad przesiedleńcami z terenów, które Niemcy utraciły w wyniku postanowień kończącej drugą wojnę światową konferencji poczdamskiej. Ministerstwo działało w latach 1949-1969. Pierwszym szefem resortu był Hans Lukaschek.
Do zadań ministerstwa należało koordynowanie i wspieranie integracji tzw. wypędzonych na terenie Niemiec Zachodnich. Ministerstwo opracowało m.in. specjalny projekt ustawy o tzw. świadczeniach wyrównawczych dla przesiedleńców za pozostawiony majątek, a następnie koordynowało ich wypłatę.
Kontrowersje budziła prowadzona pod szyldem resortu działalność naukowa, której celem było udokumentowanie wypędzeń Niemców z Europy Środkowo-Wschodniej. Prace te prowadzili historycy, dawni działacze nazistowscy (jak Theodor Schieder i Werner Conze), którzy wcześniej w swoich publikacjach udowadniali, zgodnie z ideologicznymi wytycznymi, niemieckość tych terenów.